# نارس
نارس (به اسپانیایی: Narros) یک دهستان در اسپانیا است که در سریا واقع شده‌است.

## خصوصیات
نارس ۱۳ کیلومترمربع مساحت و ۵۰ نفر جمعیت دارد.